# Eustachy Wołłowicz (biskup wileński)
Eustachy Wołłowicz herbu Bogoria
(ur. 1572, zm. 19 stycznia 1630) – biskup rzymskokatolicki.
Syn Iwana, marszałka litewskiego.

## Życiorys
Uczył się w Wilnie u jezuitów i wówczas kowertował na katolicyzm. Studiował filozofię i teologię w Rzymie (od 1593 roku), prawo w Perugii i Sienie, kontynuował
studia w Leuven (1604) i Padwie (1604-1605). W 1594 roku przyjął w Rzymie święcenia subdiakonatu.
Kanonik wileński (1592), kantor (1597), proboszcz trocki, duchowny referendarz wielki litewski (1600–1615), pisarz litewski (1605–1615), podkanclerzy litewski (1615–1618), biskup wileński (18 maja 1616 - 19 stycznia 1630), opat komendatoryjny lubiński i kanonik kapituły katedralnej poznańskiej w latach 1608-1630, kanonik kapituły katedralnej wileńskiej w latach 1592-1597.
7 października 1606 roku podpisał ugodę pod Janowcem. W okresie rokoszu Zebrzydowskiego stanął po stronie Zygmunta III Wazy, w którego imieniu prowadził rozmowy z rokoszanami. Wyświęcił na kapłana Andrzeja Bobolę.
Kanclerz Akademii i Uniwersytetu Wileńskiego Towarzystwa Jezusowego w latach 1616-1630.